# アバディーンシャー統監
アバディーンシャー統監（アバディーンシャーとうかん、英語: Lord Lieutenant of Aberdeenshire）は、イギリスの官職。統監の1つで、アバディーンシャーを担当する。1789年に勃発したフランス革命がヨーロッパ諸国に飛び火するとともに1792年にはスコットランド各地で暴動がおこり、地方政府の対応に不満を感じたイギリス政府は1794年にイングランドの統監職をスコットランドでも常設職として設立した。

## 一覧
- 1794年3月17日 – 1808年：第4代ゴードン公爵アレグザンダー・ゴードン（英語版）[2][3]
- 1808年4月12日 – 1836年5月28日：ハントリー侯爵ジョージ・ゴードン（のち第5代ゴードン公爵）[3]
- 1836年6月6日 – 1846年4月19日：第18代エロル伯爵ウィリアム・ヘイ[3]
- 1846年4月21日 – 1860年12月14日：第4代アバディーン伯爵ジョージ・ハミルトン＝ゴードン[3]
- 1861年2月13日 – 1863年9月18日：第10代ハントリー侯爵チャールズ・ゴードン（英語版）[3]
- 1863年12月28日 – 1880年7月18日：第8代キントア伯爵フランシス・キース＝ファルコナー（英語版）[3]
- 1880年9月17日 – 1934年3月7日：第7代アバディーン伯爵ジョン・ハミルトン＝ゴードン（のち初代アバディーン＝テメイア侯爵）[3]
- 1934年5月11日 – 1959年1月：第2代アバディーン＝テメイア侯爵ジョージ・ゴードン（英語版）[3]
- 1959年1月29日 – 1973年3月17日：第2代準男爵サー・イアン・フォーブス＝リース（英語版）[3]
- 1973年6月18日 – 1974年9月13日：第4代アバディーン＝テメイア侯爵デイヴィッド・ゴードン（英語版）[3]
- 1975年2月11日 – 1987年：サー・メイトランド・マッキー（英語版）[3]
- 1987年5月13日 – 1998年：コリン・ファーカーソン[3]
- 1998年10月19日 – 2010年：サー・アンガス・ファーカーソン（英語版）[3][4]
- 2010年7月23日 – 2020年3月20日：ジェームズ・リチャード・イングルビー（英語版）[4][5]
- 2020年4月2日 – ：アレグザンダー・フィリップ・マンソン[5]